# Міхал Айваз
Міхал Айваз (Michal Ajvaz; нар. 30 жовтня 1949 Прага) — чеський письменник і філософ.

## Життєпис
Народився в родині вихідця з Криму, євпаторійського караїма Михайла Мойсейовича Айваза (1904—1994) і віденської чешки Анни. Має сестру Ольгу. У 1967—1974 вивчав в Карловому університеті богемістіку і естетику, курсу не скінчив. Займався некваліфікованою працею, змінив кілька занять. До 1989 був позбавлений можливості публікуватися. У 1996—1999 служив редактором в популярному тижневику Literární noviny. З 2003 — співробітник Інституту теоретичних досліджень АН Чехії.